# Rekoa malina
Rekoa malina is een vlinder uit de familie van de Lycaenidae. De wetenschappelijke naam van de soort werd als Thecla malina in 1867 gepubliceerd door William Chapman Hewitson.

## Synoniemen
- Thecla phrynisca Burmeister, 1878